# Guilderton
Guilderton är en ort i Australien. Den ligger i kommunen Gingin och delstaten Western Australia, omkring 76 kilometer nordväst om delstatshuvudstaden Perth.
Trakten runt Guilderton är nära nog obefolkad, med mindre än två invånare per kvadratkilometer.. Närmaste större samhälle är Two Rocks, omkring 19 kilometer sydost om Guilderton. 
Trakten runt Guilderton består till största delen av jordbruksmark. Genomsnittlig årsnederbörd är 699 millimeter. Den regnigaste månaden är juli, med i genomsnitt 121 mm nederbörd, och den torraste är januari, med 11 mm nederbörd.